# Majda’a
Majda’a (arab. ميدعا) – miejscowość w Syrii, w muhafazie Damaszek. W 2004 roku liczyła 3108 mieszkańców.